# 安庆矿区街道
安庆矿区街道，是中华人民共和国安徽省铜陵市郊区下辖的一个乡镇级行政单位，為安庆市怀宁县所包圍，是铜陵市的飞地。

## 行政区划
安庆矿区街道下辖以下地区：
马鞍社区、旗星村和牧岭村。